# Висачки
Виса́чки — село в Україні, у Лубенському районі Полтавської області. Колишній орган місцевого самоврядування — Вовчицька сільська рада. Населення становить 201 особа.

## Географія
Село Висачки розташоване на правому березі річки Сулиця, яка через 1 км впадає в річку Сула, вище за течією на відстані 8 км розташоване село Окіп, на протилежному березі Сули — село Вовчик. Місцевість навколо села сильно заболочена, є багато іригаційних каналів.

## Історія
12 червня 2020 року, відповідно до розпорядження Кабінету Міністрів України № 721-р «Про визначення адміністративних центрів та затвердження територій територіальних громад Полтавської області», село увійшло до складу Лубенської міської громади.
19 липня 2020 року, в результаті адміністративно - територіальної реформи та ліквідації Лубенського району(1923-2020), село увійшло до складу новоутвореного Лубенського району.

## Економіка
- ТОВ «Стоколос».

## Об'єкти соціальної сфери
- Будинок культури.
- Медичний пунк допомоги

## Пам'ятка природи
На північний захід від села розташована геологічна пам'ятка природи місцевого значення — «Висачківський кар'єр» (див. також Висачківський горб).

## Населення
Згідно з переписом УРСР 1989 року чисельність наявного населення села становила 381 особа, з яких 145 чоловіків та 236 жінок.
За переписом населення України 2001 року в селі мешкало 297 осіб.

### Мова
Розподіл населення за рідною мовою за даними перепису 2001 року:
| Мова       | Відсоток |
| ---------- | -------- |
| українська | 99,66 %  |
| російська  | 0,34 %   |